# Cessieu
 Cessieu  es una población y comuna francesa, en la región de Ródano-Alpes, departamento de Isère, en el distrito de La Tour-du-Pin y cantón de La Tour-du-Pin.

## Demografía
| 1343 | 1609 | 1610 | 1682 | 2025 | 2112 |
| Para los censos de 1962 a 1999 la población legal corresponde a la población sin duplicidades (Fuente: INSEE [Consultar]) |      |      |      |      |      |